# Élisabeth d'York (née en 1444)
Pour les articles homonymes, voir Élisabeth d'York (homonymie).
Titre
Duchesse de Suffolk
23 mars 1463 – mai 1492
(29 ans, 1 mois et 25 jours)
Élisabeth d'York, née le 22 avril 1444 au château de Rouen en Normandie et morte en 1503 ou 1504, est duchesse de Suffolk.

## Biographie
Élisabeth est la troisième fille de Richard Plantagenêt (1411–1460) et de Cécile Neville (1415–1495). Le père d'Élisabeth est un descendant direct du roi, Édouard III d'Angleterre (1312–1377). Elle est aussi la sœur d'Édouard IV (1442–1483) et Richard III (1452–1485), futurs rois d'Angleterre.
En février 1458, à l'âge de 13 ans, Élisabeth épouse le futur duc de Suffolk John de la Pole (1442–1492).
Ensemble, ils eurent onze enfants:
- John de la Pole (né vers 1462-16 juin 1487), 1er comte de Lincoln, héritier désigné de son oncle Richard III, il épousa Lady Margaret FitzAlan dont il eut un fils, Édouard de la Pole, décédé prématurément.
- Geoffrey de la Pole (né en 1464, décédé prématurément).
- Édouard de la Pole (1466-1485), archidiacre de Richmond.
- Élisabeth de la Pole (née vers 1468-1489), épousa Henry Lovel (1466–1489), 8e baron Morley, sans descendance.
- Edmond de la Pole (1471-30 avril 1513), 3e duc de Suffolk. Prétendant York à la succession de son frère John, il fut décapité sur ordre d'Henri VIII.
- Dorothée de la Pole (née en 1472, décédée prématurément).
- Humphrey de la Pole (1474-1513), entra dans les Ordres.
- Anne de la Pole (1476-1495, Nonne).
- Catherine de la Pole (née vers 1477-1513). épousa William Stourton, 5e baron Stourton, sans descendance.
- Sir William de la Pole, chevalier de Wingfield Castle (1478–1539). Emprisonné à la Tour de Londres, on considère généralement qu'il est décédé vers la fin de l'année 1539, en octobre ou novembre. Épousa Katherine Stourton, sans descendance.
- Richard de la Pole (1480-24 février 1525). Prétendant York à la succession d’Edmond, il trouva la mort à la bataille de Pavie.

Elle meurt entre janvier 1503 et mai 1504, à l'âge de 59 ans. Elle est inhumée avec son époux dans l'église de Wingfield.